# Sphyrotarsus argyrostomus
Sphyrotarsus argyrostomus är en tvåvingeart som beskrevs av Josef Mik 1874. Sphyrotarsus argyrostomus ingår i släktet Sphyrotarsus och familjen styltflugor. Inga underarter finns listade i Catalogue of Life.